# Margareta Seuerling
Margareta Seuerling, född 1747, död 1820, var en svensk skådespelare och teaterdirektör, verksam i Sverige och Finland. Hon var direktör för Seuerlingske Comoedie-Trupp från 1795 till 1813. 

## Biografi
Margareta Seuerling var dotter till skådespelarna Peter Lindahl och Margareta Maria Fabritz, som båda var medlemmar av pionjärgenerationen av de första svenska skådespelarna i teatern i Bollhuset vid Slottsbacken. 
År 1754 upplöstes den svenska teatern i Bollhuset och den svenska teatergruppen och delades i två: den ena hälften uppträdde under Petter Stenborg i Stockholm, och den andra halvan reste omkring på landsbygden som ett kringresande teatersällskap under hennes fars ledarskap som direktör. 

### Scenkarriär
Margareta Seuerling hon uppträdde i sina föräldrars trupp redan som barn. Från 1760 var truppen nästan bofast i Göteborg och introducerade därmed teaterliv i denna stad, som då inte hade någon teater.  
Maken övertog 1768 hennes föräldrars trupp som direktör, och de fortsatte turnera. De var populära, och hennes man uppförde många internationella skådespel. 
Som skådespelare är hon mest känd för den kvinnliga huvudrollen i Shakespeares Romeo och Julia, som gavs på Egges teater i Norrköping 5 augusti 1776 och som antas vara både pjäsens och Shakespeares svenska urpremiär; när hon 1782 upprepade rollen skrevs en dikt till hennes ära. 
Truppen ska dock ofta ha haft ekonomiska problem och personalbrist – enligt en känd myt fick de ibland till och med använda dockor i rollerna under föreställningarna.
År 1792 drog sig maken tillbaka på sin gård Åby utanför Örebro tillsammans med Margaretas föräldrar och truppen på aktören Johan Peter Lewenhagen från Göteborg. Lewenhagen hotades med tillståndsindragning sedan han under pausnumren på Eggerska värdshusteatern i Norrköping spelat Marseljäsen, samt tonsatt en rojalistisk sångs med denna melodi, varför han och pjäsförfattaren, en fattig präst, förvisades från staden. Vid Seuerlings död 1795 tog Margareta Seuerling över som truppens direktör och reste på grund av den teaterfientliga politiken under Gustav IV Adolf till Finland, där konkurrensen var liten och där hon turnerat tidigare med sin make, och var då direktör för en trupp på 14 personer.    
I Finland tillbringade hon resten av sin karriär, och hon var en av få som drev teaterverksamhet över huvud taget i Finland under denna tid. I en ansökan till Gustav IV Adolf i juni 1807 uppgav hon, att hon så väl i sin mans livstid som sedermera, "tillsammans nära 40 års tid, uppfört spektakler". Hon hade sju barn och var bland andra mor till den blinda musikern och sångerskan Charlotte Seuerling, som gjorde stor succé i Stockholm 1809 och som uppträdde i sin mors trupp. Margareta och hennes trupp turnerade mellan krigsskådeplatserna under det finska kriget och spelade ömsom på svenska, ömsom på ryska lokala tillstånd.  Truppen stannade i Finland då det blev ryskt 1809 och hon sökte och fick ryskt tillstånd och änkekejsarinnans beskydd.   
År 1811 hotades Margareta och hennes trupp av bankrutt, och hon och hennes dotter placerades då under beskydd av den ryska änkekejsarinnan Maria Feodorovna (Sofia Dorotea av Württemberg).  Hennes dotter Charlotte reste till Sankt Petersburg där hon fick en plats vid Institutet för blinda, och Margareta pensionerade sig 1813 och överlät sina privilegier till Karl Gustav Bonuvier. 
Hennes direktörsverksamhet kan följas i hennes brev till myndigheter, som delvis har publicerats. 

### Privatliv
År 1768 gifte hon sig med den tyske skådespelaren Carl Gottfried Seuerling.  Hon blev mor till lantmätare Carl Fredrik Seuerling (1770–1838), skådespelaren Gustaf Wilhelm Seuerling, skolläraren Gottfrid Ferdinand Seuerling (1775–1826), skådespelaren Carolina Seuerling (1769–1821), musikern Charlotta Seuerling och guvernanten Gustafva Margaretha Seuerling (1786–1863).